# Thomka Beáta
Thomka Beáta (Torontálvásárhely, 1949. október 13. –) Széchenyi-díjas vajdasági magyar irodalomtörténész, fordító, egyetemi tanár. Az MTA doktora irodalomtudományból. 2002 óta a PTE Irodalomtudományi Doktori Iskolájának vezetője.

## Életútja
Újvidéken érettségizett. Az újvidéki egyetemen folytatott felsőfokú tanulmányokat, 1972-ben kapott magyar szakos középiskolai tanári oklevelet. 1975-től ugyanitt tanársegéd, docens, majd rendkívüli egyetemi tanár. Az újvidéki Új Symposion egyik szerkesztője volt. Az irodalomtudomány doktora Újvidéken (1985), Magyarországon habilitált a szegedi József Attila Tudományegyetemen 1995-ben. Az irodalom- és kultúratudomány területén az MTA doktora (1999).
1992-től vendégoktató volt a pécsi és a budapesti egyetemen, 1993–1996 között tanszékvezető egyetemi docens a Janus Pannonius Tudományegyetemen, 1996 óta ugyanitt egyetemi tanár a Modern Irodalomtörténeti Tanszéken. Irodalmi tanulmányokat ír, szerb és francia irodalomelméleti szövegeket fordít. Magyarországi munkásságát segítette a Soros Alkotói Díj (1996–1997) és a Széchenyi Professzori Ösztöndíj (1997–2000). Nyelvismeretei (szerb, francia, német) révén alkalma nyílt külföldi tapasztalatcserékre, vendégoktatói előadásokra (TEMPUS tudományos ösztöndíj, Vrije Universiteit, Amszterdam, 1992; DAAD kutatói ösztöndíj, Humboldt Universität, Berlin, 1997, 2000; Universiteit van Groningen, Groningen vendégtanára 2001–2003).
Kutatási területe: irodalomelmélet, narratológia, műfajpoétika, 20. századi magyar irodalom, komparatív irodalom- és kultúrakutatás. Témavezetése alatt a 2000-es években csaknem 10 hallgató érte el a PhD tudományos fokozatot.
A pécsi Jelenkor c. irodalmi és művészeti folyóirat szerkesztőbizottságának tagja.

## Kötetek (válogatás)
- Az Új Symposion 50 számának bibliográfiája (Újvidék, 1970)
- Narráció és reflexió (Újvidék, Forum Könyvkiadó, 1980)
- A pillanat formái. A rövidtörténet szerkezete és műfaja. Narratív poétikai vázlat ; Rövidprózai formák a magyar irodalomban ; A rövidtörténet műfajformája és típusai; Forum, Újvidék, 1986
- Esszéterek, regényterek (Újvidék, 1988)
- Prózatörténeti vázlatok. Vajdasági regények, novellák a két háború között (Újvidék, 1992)
- Áttetsző könyvtár (Pécs, 1993)
- Tolnai Ottó (Pozsony, 1994)
- Mészöly Miklós (Pozsony, 1995)
- Mészöly Miklós (1921–2001) Saulus : [regény]. [Thomka Beáta tanulmányával]. (Pécs, 2000)
- Beszél egy hang. Elbeszélők, poétikák (Budapest, 2001)
- Glosszárium; Csokonai, Debrecen, 2003 (Alföld könyvek)
- Prózai archívum. Szövegközi műveletek; Kijárat, Bp., 2007
- Déli témák. Kultúrák között; zEtna, Zenta, 2009 (Altus3)
- Prózaformák. Elbeszélő művészet és interpretáció; Bölcsészettudományi Kar–Vajdasági Magyar Felsőoktatási Kollégium, Újvidék, 2012 (Planta könyvtár)
- Regénytapasztalat. Korélmény, hovatartozás, nyelvváltás; utószó: Kisantal Tamás; Kijárat, Bp., 2018

## Szerkesztéseiből
- Az irodalom elméletei (Pécs, 1996–1997)
- Tolnai-symposion. Tanulmányok Tolnai Ottó műveiről; szerk. Thomka Beáta; Kijárat, Bp., 2004 (Kritikai zsebkönyvtár)
- Domonkos-symposion. Tanulmányok Domonkos István műveiről (Budapest, 2005)
- Mészöly Miklós (1921–2001): Műhelynaplók. (Gondozta, sajtó alá rendezte és a jegyzeteket írta Thomka Beáta és Nagy Boglárka) (Pozsony, 2007)
- Narratív teológia. Szerk. Horváth Imrével (Budapest, 2010)
- Befejezetlen könyv; szerk. Thomka Beáta; Kijárat, Bp., 2012
- Hamlet felnevet. Írások P. Müller Péter hatvanadik születésnapjára; szerk. Pandur Petra, Rosner Krisztina, Thomka Beáta; Kronosz, Pécs, 2016
- Fehér Kálmán: Csókai breviárium; szerk. Thomka Beáta; zEtna, Zenta, 2018 (Vulkánfíber)

## Fordításaiból
- Sveta Lukić: A mai intellektuális próza. Írók és művek (Újvidék, 1985)
- Danko Grlic: Művészet, esztétika, tudomány. Válogatott esztétikai írások (Újvidék, 1986)
- Jovica Aćin: Elhajlások. Válogatott esszék; vál., ford., utószó Thomka Beáta; Forum, Újvidék, 1990 (Epikurosz könyvek)

## Tudományos tisztség
- MTA Irodalomtudományi Bizottság tagja (2000–)
- MTA I. osztály tagja (2001–)

## Társasági tagság
- A Magyar Írószövetség tagja (1991–)

## Díjak, elismerések (válogatás)
- Sinkó Ervin-díj (1975)
- Alföld-díj (1998)
- József Attila-díj (1998)
- Szinnyei Júlia-emlékdíj (2003)[3]
- Balassa Péter-díj (2008)
- Széchenyi-díj (2009)
- A Magyar Érdemrend tisztikeresztje (2017)[4]